# 철종외가묘
철종외가묘(哲宗外家墓)는 인천광역시 강화군 선원면 냉정리 산70-46에 있다. 1986년 4월 1일 강화군의 향토유적 제7호로 지정되었다.

## 개요
철종외가 묘는 철종외가에서 좌측으로 약 500m 정도 떨어진 길 바로 옆에 있다. 묘역에는 염성화(廉星華)·염덕석(廉德碩)·염상임(廉尙任)의 묘역이 있다. 철종 외가는 1859년(철종 10)에 강화유수 조충식(趙忠植)이 왕실의 위신을 세운다는 의미에서 철종 외숙 3인의 묘역을 정화하고 비석을 세웠다. 이에 철종의 외가 5대의 벼슬을 추증하고, 냉정리에 전답 10여 정보를 하사하였다고 한다. 
정면에서 보았을 때 제일 우측에 성화의 묘역이 있고, 가운데 덕석, 좌측에 상임의 묘역이 있다. 묘역은 전체적으로 이중활개를 하였다. 묘역의 형태상을 보면 먼저 성화의 묘역을 조성한 뒷편 그 좌측의 빈 공간에 덕석과 상임의 묘역을 정비한 것으로 보인다. 즉, 계체석이 일자의 형태를 하지 않고 'ㄱ'자나 'ㄴ'자 형태로 연이어 있다. 활개 역시 성화의 묘역에서 연이은 흔적이 보인다. 
3기 모두 공통적으로 묘표 음기에 ‘용담‘이란 글씨가 움푹하게 파져서 새로 새겨 놓은 흔적이 보인다. 그것은 파평 염씨가 용담 염씨를 가칭하여 철종의 외가라고 속이기 위하여 글씨를 ‘파령’이라고 새긴 것을 새로 정비한 것이라고 한다. 